# 廉邢明
廉 邢明（朝鮮語: 염형명）は、高麗の文官であり、朝鮮氏族の坡州廉氏の始祖である。
中国後唐の混乱を避けるために新羅の峰城に帰化した。廉邢明は、高麗太祖を支援して三韓統一に功績を挙げ、三韓壁上功臣に封ぜられた。